# Женская сборная Японии по хоккею с шайбой
Женская сборная Японии по хоккею с шайбой (яп. アイスホッケー女子日本代表, Aisuhokkē Joshi Nippon Daihyō) представляет Японию на международных турнирах по хоккею с шайбой. Управляется Федерацией хоккея Японии. Согласно данным Международной федерации хоккея на льду в 2017 году в Японии насчитывалось 2587 женщин-игроков (на 2013 год — около 2100). Прозвище команды (с 2013 года) — «Улыбка Японии» (яп. スマイルジャパン, Sumairu Japan).

## История
Женская сборная Японии по хоккею не принимала участие в Олимпийских играх с 1998 года (так как Олимпиада 1998 проходила в Нагано, Япония, как принимающая сторона, получила автоматический вход на каждое соревнование), но при этом «Улыбка Японии» стали первыми среди японских спортсменов, кто обеспечил себе пропуск на игры в Сочи, заработав себе место в группе B (наряду с Германией, Швецией и Россией) на квалификационном турнире в Словакии в феврале 2013 года. С февраля 2012 года в должности помощника тренера подготовкой спортсменок занималась канадская хоккеистка и двукратная олимпийская чемпионка Игр 2006 и 2010 годов Карла Маклеод.

## Выступления

### Олимпийские игры
- 1998 — 6-е место;
- 2014 — 7-е место (состав);
- 2018 — 6-е место (состав).

### Чемпионат мира
- 1990 — 8-е место;
- 1999 — 9-е место;
- 2000 — 8-е место;
- 2001 — 10-е место;
- 2003 — 9-е место;
- 2004 — 9-е место;
- 2005 — 10-е место;
- 2007 — 10-е место;
- 2008 — 7-е место;
- 2009 — 8-е место;
- 2012 — 11-е место;
- 2013 — 9-е место;
- 2015 — 7-е место;
- 2016 — 8-е место;
- 2017 — 9-е место.

### Зимние Азиатские игры

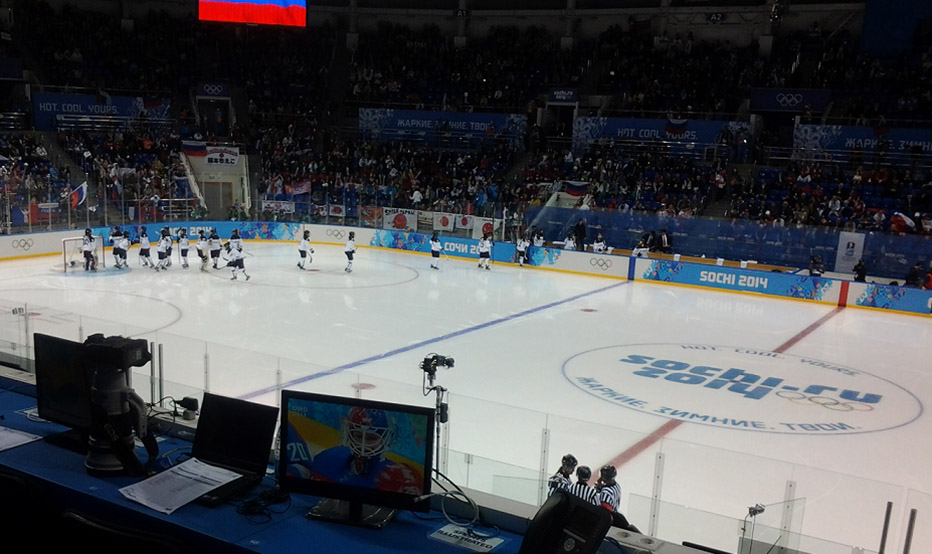
На предварительном раунде с командой России, Олимпиада в Сочи, 11 февраля 2014 года.

- 1996 —  Серебряные медали;
- 1999 —  Серебряные медали;
- 2003 —  Серебряные медали;
- 2007 —  Серебряные медали;
- 2011 —  Серебряные медали;
- 2017 —  Золотые медали.

### Азиатский кубок вызова по хоккею с шайбой
- 2010 —  Серебряные медали;
- 2011 —  Серебряные медали;
- 2012 —  Золотые медали.

### Тихоокеанский чемпионат по хоккею с шайбой
- 1995 — 4-е место[6];
- 1996 — 4-е место[7].